# Ілюшин Володимир Олексійович
Володимир Олексійович Ілюшин (нар. 11 травня 1940, тепер Ярославська область, Російська Федерація) — український діяч, доцент кафедри філософії та соціології Луганського педагогічного інституту. Народний депутат України 2-го скликання. Кандидат філософських наук (1974).

## Біографія
Народився у родині військовослужбовця.
Закінчив Московський державний університет, вчитель історії.
Після закінчення університету працював вчителем середньої школи в Іркутській області РРФСР. Через два роки — аспірант Московського державного університету. Член КПРС.
З січня 1968 року — викладач філософії, з 1978 року — доцент кафедри філософії та соціології Ворошиловградського (Луганського) педагогічного інституту
Один з організаторів Луганського обласного комітету Соціалістичної партії України (СПУ), делегат Установчого з'їзду СПУ 1991 року, секретар Луганського обласного комітету СПУ.
З 1993 року — член оргкомітету Луганського міського комітету КПУ; секретар з ідеології Луганського міського комітету КПУ.
Народний депутат України 2-го демократичного скликання з .04.1994 (2-й тур) до .04.1998, Жовтневий виборчий округ № 237, Луганська область. Голова підкомітету з питань антимонопольного законодавства Комітету з питань економічної політики та управління народним господарством. Член депутатської фракції комуністів.